# James Fox
James Fox, pseudonimo di William Fox (Londra, 19 maggio 1939), è un attore britannico.

## Biografia
William "James" Fox è figlio d'arte: il padre Robin (morto nel 1971) era agente teatrale e la madre, Angela Worthington, attrice; i fratelli Edward e Robert, sono rispettivamente attore e produttore cinematografico. Gli attori Freddie e Emilia Fox sono suoi nipoti (figli del fratello Edward) e l'attore Laurence Fox è suo figlio. 
La sua prima apparizione di rilievo sullo schermo risale al 1950 con il film Addio signora Miniver, seguito lo stesso anno da un ruolo di protagonista in The Magnet. In tutti i film della sua breve ma intensa carriera di  attore bambino tra il 1950 e il 1951, egli comparve sempre con il nome di William Fox. Come il fratello Edward, compì il suo servizio militare nel Reggimento delle Guardie Reali di Coldstream (Coldstream Guards). Quando riprese a recitare nel 1959, ormai giovane attore, mutò il suo nome in James Fox per non essere confuso con un altro attore britannico con lo stesso nome. Durante gli anni sessanta acquisì popolarità tanto da parer destinato ad un personale, elevato successo, Nel 1963 vince con Julie Christie il "Great Britain Most Promising Newcomer Award" assegnato dal Variety Club.
I ruoli ricoperti in film quali Il servo (1963), Quei temerari sulle macchine volanti (1965), Qualcuno da odiare (1965), Millie (1967), Isadora (1968) e Sadismo (1970) (con Mick Jagger), insieme alla relazione intrattenuta (1960) con l'attrice Sarah Miles, gli diedero una certa fama. Tuttavia, al termine delle riprese del film Sadismo, fu colpito da disturbi di origine nervosa e smise per lungo tempo di frequentare il set. Ai problemi di salute seguì anche una crisi mistica, che portò Fox a convertirsi all'evangelismo protestante, divenendone ministro e lavorando con l'organizzazione evangelica I Navigatori.
Durante questo periodo il solo film in cui Fox comparve fu No Longer Alone (1978), la storia di una donna che viene salvata dal suicidio grazie al cristianesimo. Dopo circa un decennio di assenza dagli schermi, Fox tornò gradualmente alla normale attività di attore, sia sul grande schermo sia, successivamente, in serial radiofonici e televisivi. Dopo aver avuto una relazione con l'attrice Sarah Miles negli anni sessanta, nel 1973 sposò Mary Elizabeth Piper, dalla quale ha avuto cinque figli: Laurence, Lydia, Jack, Thomas, Robyn.
Nel 2009 interpreta Sir Thomas Rotheram, membro di spicco di una società segreta nel film Sherlock Holmes di Guy Ritchie.

## Filmografia parziale

### Cinema
- Addio signora Miniver (The Miniver Story), regia di Henry C. Potter (1950)
- Gioventù, amore e rabbia (The Loneliness of the Long Distance Runner), regia di Tony Richardson (1962)
- Il servo (The Servant), regia di Joseph Losey (1963)
- Quei temerari sulle macchine volanti (Those Magnificent Men in Their Flying Machines), regia di Ken Annakin (1965)
- Qualcuno da odiare (King Rat), regia di Bryan Forbes (1965)
- La caccia (The Chase), regia di Arthur Penn (1966)
- Millie (Thoroughly Modern Millie), regia di George Roy Hill (1967)
- Arabella, regia di Mauro Bolognini (1967)
- Duffy, il re del doppio gioco (Duffy), regia di Robert Parrish (1968)
- Sadismo (Performance), regia di Donald Cammell e Nicolas Roeg (1970)
- Greystoke - La leggenda di Tarzan, il signore delle scimmie (Greystoke: The Legend of Tarzan, Lord of the Apes), regia di Hugh Hudson (1984)
- Passaggio in India (A Passage to India), regia di David Lean (1984)
- Absolute Beginners, regia di Julien Temple (1986)
- Investigazione letale (The Whistle Blower), regia di Simon Langton (1987)
- Jamaica Cop (The Mighty Quinn), regia di Carl Schenkel (1989)
- La casa Russia (The Russia House), regia di Fred Schepisi (1990)
- L'ostaggio (Hostage), regia di Robert Young (1992)
- Giochi di potere (Patriot Games), regia di Phillip Noyce (1992)
- Quel che resta del giorno (The Remains of the Day), regia di James Ivory (1993)
- Anna Karenina, regia di Bernard Rose (1997)
- Jinnah, regia di Jamil Dehlavi (1998)
- Zona d'ombra (Shadow Run), regia di Geoffrey Reeve (1998)
- Mickey occhi blu (Mickey Blue Eyes), regia di Kelly Makin (1999)
- Una notte per decidere (Up at the Villa), regia di Philip Haas (2000)
- The Golden Bowl, regia di James Ivory (2000)
- Sexy Beast - L'ultimo colpo della bestia (Sexy Beast), regia di Jonathan Glazer (2000)
- Un principe tutto mio (The Prince and Me), regia di Martha Coolidge (2004)
- La fabbrica di cioccolato (Charlie and the Chocolate Factory), regia di Tim Burton (2005)
- Mister Lonely, regia di Harmony Korine (2007)
- Sherlock Holmes, regia di Guy Ritchie (2009)
- W.E. - Edward e Wallis (W.E.), regia di Madonna (2011)
- Cleanskin, regia di Hadi Hajaig (2012)
- Il sosia - The Double (The Double), regia di Richard Ayoade (2013)
- Effie Gray - Storia di uno scandalo (Effie Gray), regia di Richard Laxton (2014)

### Televisione
- Missione segreta (Espionage) – serie TV, episodio 1x06 (1963)
- Screen One – serie TV, episodi 1x05-3x08 (1989-1991)
- I ragazzi del coro (The Choir) – serie TV, 5 episodi (1995)
- Cuore di tenebra (Heart of Darkness), regia di Nicolas Roeg – film TV (1993)
- I viaggi di Gulliver (Gulliver's Travels), regia di Charles Sturridge – miniserie TV (1996)
- Il mondo perduto (The Lost World), regia di Stuart Orme – film TV (2001)
- Cambridge Spies – miniserie TV, puntata 4 (2003)
- Poirot (Agatha Christie's Poirot) – serie TV, episodio 9x03 (2004)
- Miss Marple (Agatha Christie's Marple) – serie TV, episodio 1x01 (2004)
- Colditz, regia di Stuart Orme (2005)
- Absolute Power – serie TV, episodio 2x01 (2005)
- L'ispettore Barnaby (Midsomer Murders) – serie TV, episodio 13x05 (2010)
- Merlin – serie TV, episodio 5x04 (2012)
- Downton Abbey – serie TV (2013)
- Delitti in Paradiso (Death in Paradise) – serie TV, episodio 4x08 (2015)

## Doppiatori italiani
Nelle versioni in italiano delle opere in cui ha recitato, James Fox è stato doppiato da:
- Cesare Barbetti ne Il servo, Quei temerari sulle macchine volanti, La caccia, Millie, La casa Russia, L'ostaggio, Quel che resta del giorno, Cuore di tenebra, Sexy Beast - L'ultimo colpo della bestia
- Renato Cortesi in Mickey occhi blu, Una notte per decidere, The Golden Bowl
- Michele Gammino in Greystoke - La leggenda di Tarzan, il signore delle scimmie, Occhi nel buio
- Michele Kalamera in È stata via, Anna Karenina
- Sergio Di Stefano in Giochi di potere, Miss Marple
- Emilio Cappuccio in Shaka Zulu: The Citadel, Sherlock Holmes
- Massimo Turci in Qualcuno da odiare
- Pino Locchi in Sadismo
- Sergio Fantoni in Passaggio in India
- Saverio Moriones in Jamaica Cop
- Pino Colizzi in Normandia: passaporto per morire
- Carlo Sabatini ne I viaggi di Gulliver
- Ambrogio Colombo in Hans Christian Andersen
- Sandro Iovino in Un principe tutto mio
- Romano Malaspina ne La fabbrica di cioccolato
- Carlo Reali in Downton Abbey
- Bruno Alessandro in W.E. - Edward e Wallis
- Pietro Biondi in Delitti in Paradiso
- Giovanni Petrucci in Cleanskin
- Dario Penne in Effie Gray - Storia di uno scandalo
- Massimiliano Manfredi in Millie (ridoppiaggio)